# 公的年金等支払報告書
公的年金等支払報告書（こうてきねんきんとうしはらいほうこくしょ）とは、日本において、前年1月1日から12月31日までの間、日本年金機構等が年金等を支払った場合、支給した日本年金機構等が支給した人が1月1日に居住する市町村に提出しなければならない書類である。

## 概要
1月1日現在において年金の支払をする事業所等は、1月31日までに前年中の年金収入の金額その他必要な事項を当該年金の支払を受けている者の1月1日現在の居住市町村の市町村長に提出しなければならないこととなっている。記載する項目がほぼ同一であるため、公的年金等の源泉徴収票と混同されがちではあるが別物である。
市町村では、提出された公的年金等支払報告書等に基づき住民税を課税する。